# Анимизм в Южном Судане
Анимизм в Южном Судане — общее название для всех традиционных верований и обычаев, которые практикуют коренные народы этого государства. Каждая из традиционных религий является уникальной для каждой этнической группы, но лишь немногие из них могут обладать некоторыми общими элементами. Вера является частью повседневной жизни народа Южного Судана и связана с их политической, социальной и экономической деятельностью. Традиционные верования в этой стране не систематизированы и ритуалы могут различаться в разных регионах.

## Распространение
Анимизм и традиционные верования в Южном Судане характерны для восточной части страны. Большинство верующих живут в штатах Восточная Экватория, Джонглий и Верхний Нил. В центральной части страны, вокруг болота Судда, проживает вторая по величине община анимистов, в то время как на западе страны, в Западном Бахр-эль-Газале преобладает христианство. Количество анимистов в Южном Судане составляет около 3,5 млн человек, то есть одну треть от общей численности населения.

## Особенности

### Божества
Концепция наивысшего божества или духа, который, как правило, представлен как творец, наиболее могущественный из божеств в иерархии. Это наиболее совершенное воплощение божества, в традиционной религии, очень далеко от обычных людей и поэтому они часто обращаются к нижестоящему богу в надежде на удовлетворение своих желаний. Вера в духов предков является общей для всех людей из племени Ним.
У народа нуэр, например, нет молитвы, с помощью которой можно было бы обратиться к богу, но есть молитвы к прочим духовным существам, духам предков и силам природы. Традиционная вера одушевляет ветер, небо и птиц. Динка ссылаются на некоторые памятные события, сравнивая их с божеством и поклоняются им.
Главные боги динка — Денгдит («Великий дождь»), Ньялич («Наверху»), Абук (мать Денгдита).
Главные боги шиллук — Джуок (демиург) и Ньюканг (предок правящего рода).
Главные боги нуэр — Ниал (демиург) и Квот (первопредок).

### Священные животные
Животноводство играет важную роль в верованиях народов Южного Судана, в частности для нилотских народов. Они приносят животных в жертву богам, зачитав молитву перед этим. Для нуэр и динка крупный рогатый скот является основой развития семьи и общественной жизни, личной гордости и свадебным приданым.

### Сила природы
Из всех сил природы наиболее почитаемым и наиболее распространенным является дождь. В Южном Судане бывали периоды засухи между 1970—1990 годами, наблюдался значительный недостаток осадков, что привело к голоду и лишениям. По этой причине ритуал, связанный с вызовом дождя, очень распространён в государстве.
Разница между естественным и сверхъестественным в анимизме не является распространённым явлением. Духи могут иметь гораздо большую силу, чем люди, но их мощность выражается посредством сил природы. В анимизме считается, что некоторые люди имеют способности, связанные как с возможностью исцелять, так и наносить вред другим людям.